# 보르네오피그미다람쥐
보르네오피그미다람쥐 또는 조각가다람쥐(Glyphotes simus)는 다람쥐과에 속하는 설치류의 일종이다. 보르네오피그미다람쥐속(Glyphotes)의 유일종이다. 말레이시아의 토착종으로 해발 600m와 1700m 사이에서 서식한다. 몸길이는 9.5~14.5cm이고, 꼬리 길이는 약 10cm 정도이다. 가슴과 하체, 코 옆, 귀 가장자리 그리고 손가락 등은 노란색이고, 꼬리 끝은 검다.